# Emperador Zhì
Di Zhì (chino: 帝挚; pinyin: Dì Zhì) o simplemente Zhì, fue un emperador mitológico de la China antigua.

## Historia
Di era un título como en Huang Di «Emperador Amarillo» y Yan Di «Emperador Llama». Zhi era hijo de Di Ku «Emperador Ku». Di Zhi gobernó durante nueve años (aproximadamente entre 2366 y 2358 a.C.) hasta que murió y le sucedió su hermanastro menor Yao. Sima Qian, en el ShiJi (los Registros del Gran Historiador), dice en su sección sobre los "Anales de los Cinco Emperadores", que Zhi reinó mal y murió, y su hermano Fang Xun, 'el muy meritorio', reinó entonces bajo el título de Di Yao.
Según los Anales de Bambú, cuando murió el emperador Zhuanxu, un descendiente de Shennong llamado Shu Qi se rebeló, pero fue derrotado por Ku (Gao Xin), descendiente de Huangdi, príncipe de Xin del linaje de Gaoxin.
Ku ascendió entonces al trono. En el año 45, Ku designó a su hijo Yao, el príncipe de Tang (唐), como su sucesor, pero a su muerte, en el año 63, el hijo mayor de Ku, Zhi, ocupó el trono, gobernando nueve años antes de ser depuesto y sustituido por Yao.